# Marc Márquez
Marc Márquez Alentà (sinh ngày 17 tháng 2 năm 1993) là một tay đua MotoGP người Tây Ban Nha. Anh là một trong những tay đua thành công nhất mọi thời đại. Tính đến năm 2020, Marquez đã 8 lần vô địch thế giới và sở hữu rất nhiều chiến thắng chặng. Anh cũng là tay đua nắm giữ hàng loạt các kỉ lục vô tiền khoáng hậu khó ai có thể phá vỡ.
Trong suốt sự nghiệp của mình Marc Marquez chỉ sử dụng một số xe là số 93.

## Sự nghiệp

### Mùa giải 2008-2010
Marquez thi đấu thể thức 125cc. Anh đoạt chức vô địch mùa giải 125cc 2010

### Mùa giải 2011-2012

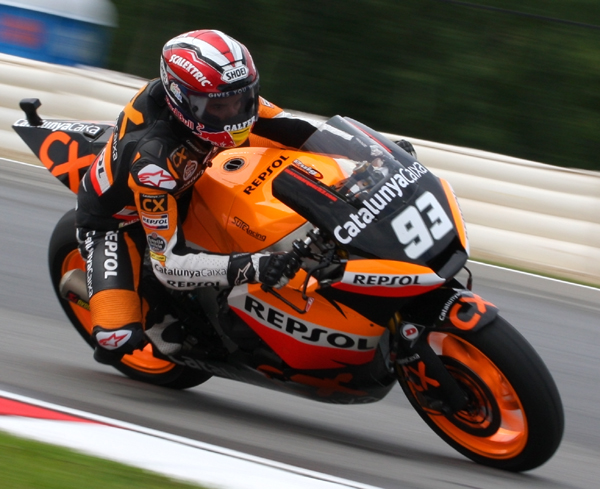
Márquez ở chặng đua MotoGP Cộng hòa Séc 2011 (thể thức Moto2)

Marquez thi đấu thể thức Moto2. Ở mùa giải 2011, khi anh đang còn cơ hội cạnh tranh chức vô địch thì Marquez bị chấn thương khi đua Practice GP Malaysia khiến anh không thể đua chính chặng đua này và phải nghỉ luôn chặng đua cuối cùng của mùa giải, do đó phải từ bỏ cuộc đua vô địch và xếp thứ 2 chung cuộc.
Sang năm 2012, Marquez lại phải bỏ cuộc ở GP Malaysia. Nhưng anh vẫn kịp lên ngôi vô địch ở chặng đua ngay sau đó - GP Úc 2012. Ở chặng đua cuối cùng GP Valencia, Marc Marquez đã chiến thắng dù chỉ xuất phát từ vị trí thứ 33 vì bị phạt bậc xuất phát do lỗi gây tai nạn khi đua Practice.

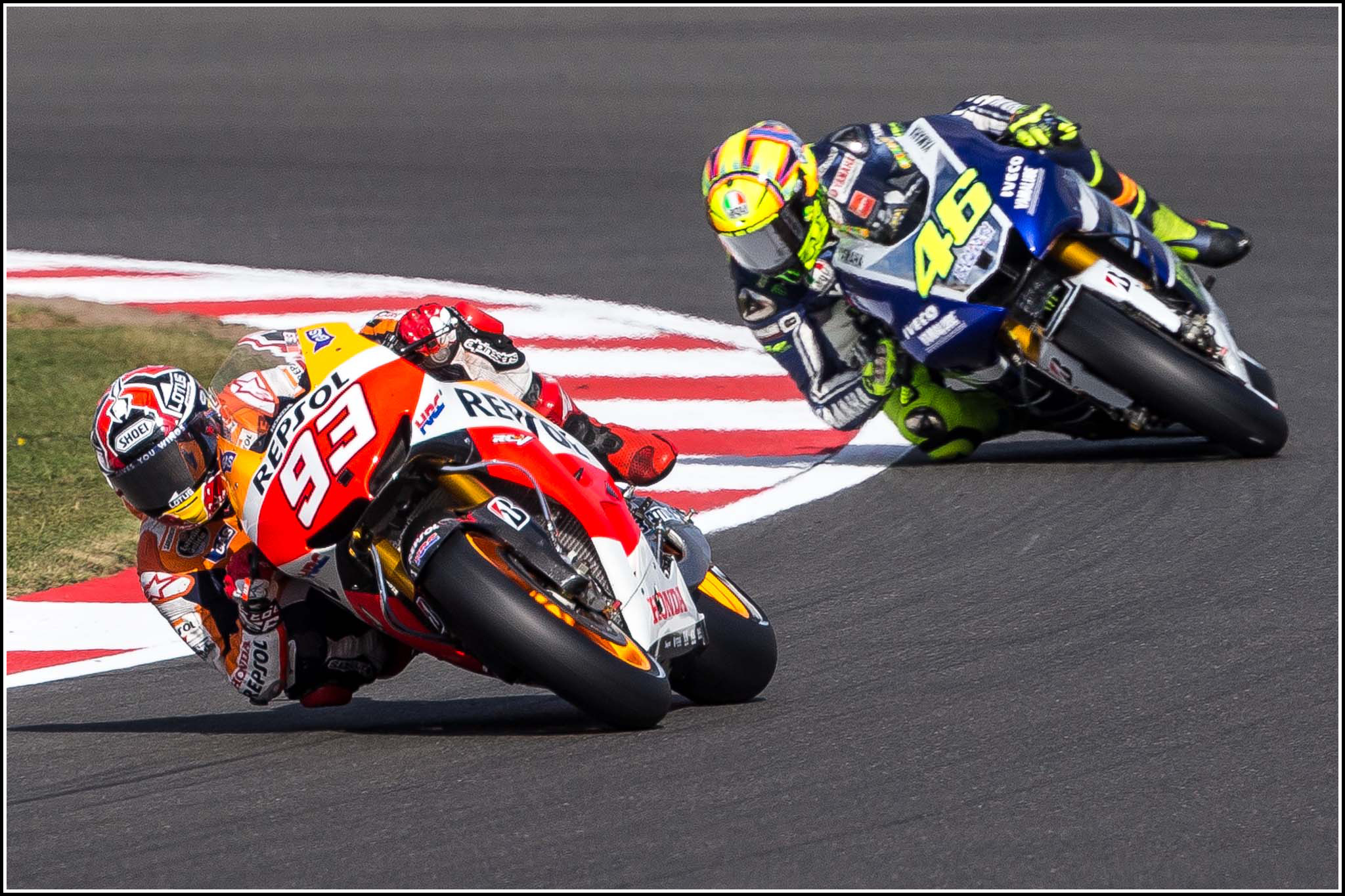
Márquez và Valentino Rossi ở chặng đua MotoGP Anh 2013

### Mùa giải 2013
Marquez đã đoạt chức vô địch ngay ở mùa giải MotoGP đầu tiên của mình và lập kỷ lục tay đua trẻ nhất từng vô địch. Trước đó thì Marquez cũng lập kỷ lục tay đua trẻ nhất chiến thắng MotoGP sau chiến thắng ở GP Americas. Trong số 6 chiến thắng mà anh có được ở mùa giải này thì có chuỗi 4 chiến thắng liên tiếp ở giai đoạn giữa mùa giải. Đặc biệt hơn là Marquez đã lên podium ở mọi chặng đua mà anh cán đích. Chỉ có 2 lần số 93 không cán đích là ở Mugello (bỏ cuộc) và ở Philip Island (bị vẫy cờ đen).

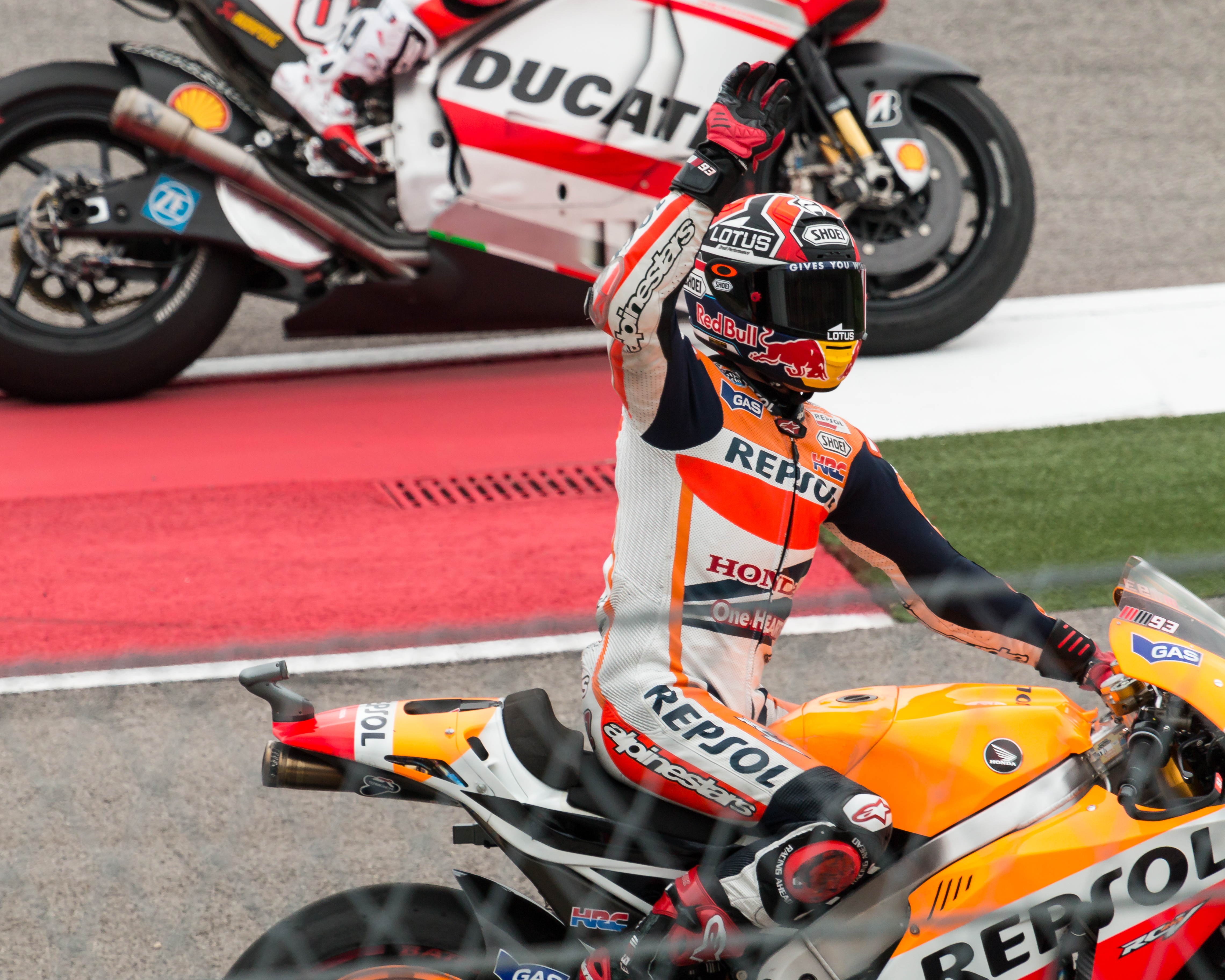
Márquez chiến thắng chặng đua MotoGP Americas 2014

### Mùa giải 2014
Marquez khởi đầu mùa giải 2014 cực kỳ mạnh mẽ với chuỗi 10 chiến thắng liên tiếp, làm bàn đạp cho việc đoạt chức vô địch sớm trước 3 chặng đua. Tuy nhiên phong độ của Marquez không ổn định ở những chặng đua cuối cùng, khi anh bỏ cuộc 1 lần (lại là ở GP Úc) và có 3 lần không lên podium.
Mùa giải 2015: Sự không ổn định này kéo sang cả mùa giải 2015. Xen kẽ giữa 5 chiến thắng là 6 lần Marquez phải bỏ cuộc, chưa kể các các kết quả không tốt khác khiến cho Marquez sớm từ bỏ tham vọng bảo vệ danh hiệu vô địch.
Đây cũng là mùa giải chứng kiến sự cạnh tranh quyết liệt của Marquez với thần tượng Valentino Rossi mà đỉnh điểm là xung đột ở chặng đua GP Malaysia, Vì nghĩ rằng Marquez cố tình giỡn mặt với mình nên Rossi đã đạp ngã Marquez và bị ăn phạt phải xuất phát từ vị trí cuối cùng ở chặng đua tiếp theo. Cuối cùng thì cả Marquez và Rossi không ai đoạt được chức vô địch (người vô địch là Jorge Lorenzo).
Mùa giải MotoGP 2016: Đối thủ chính của Marquez ở mùa giải này tiếp tục là hai tay đua của đội Yamaha là Rossi và Lorenzo. Marquez cũng chỉ có thêm được 5 chiến thắng như mùa giải trước, nhưng khác biệt ở chỗ là anh chỉ bỏ cuộc có 1 lần ở GP Úc-sau khi anh đã chính thức lên ngôi vô địch. Trong khi phong độ của Rossi và Lorenzo thì hoàn toàn trái ngược-họ out rất nhiều. Marquez đã đoạt chức vô địch sớm trước 3 chặng đua bằng một chiến thắng ở GP Nhật Bản , đây là chặng đua mà cả Rossi và Lorenzo đo đường từ rất sớm.

### Mùa giải 2017
Marc Marquez khởi đầu khá chậm chạp ở mùa giải 2017, chỉ có 1 chiến thắng (GP Americas) nhưng bỏ cuộc 2 lần (GP Argentina và GP Pháp). Sau khi hoàn thành chặng đua thứ 6 ở Italia, Marquez chỉ đứng thứ 4 trên BXH tổng, ngôi đầu bảng lúc này thuộc về Maverick Viñales. Cuộc đua vô địch của Marquez chỉ thực sự bắt đầu từ chặng đua sân nhà GP Catalunya (về nhì).
Cùng lúc này thì tay đua Andrea Dovizioso của đội đua Ducati vươn lên trở thành kình địch của Marquez trong suốt 3 năm (cho đến năm 2019). Marquez thường bị tay đua mang số 04 khuất phục ở các trường đua sở trường của Ducati. Song anh biết cách lấy lại lợi thế ở các trường đua khác. Nhờ đó mà cho dù Marquez bỏ cuộc nhiều hơn Dovizioso một lần và hai người có số chiến thắng bằng nhau (cùng 6 chiến thắng) nhưng Marquez vẫn có thể bảo vệ danh hiệu vô địch ở chặng đua cuối cùng GP Valencia bởi có số lần lên podium vượt trội (tổng số lần lên podium của Marquez là 12, của Dovizioso chỉ là 8).

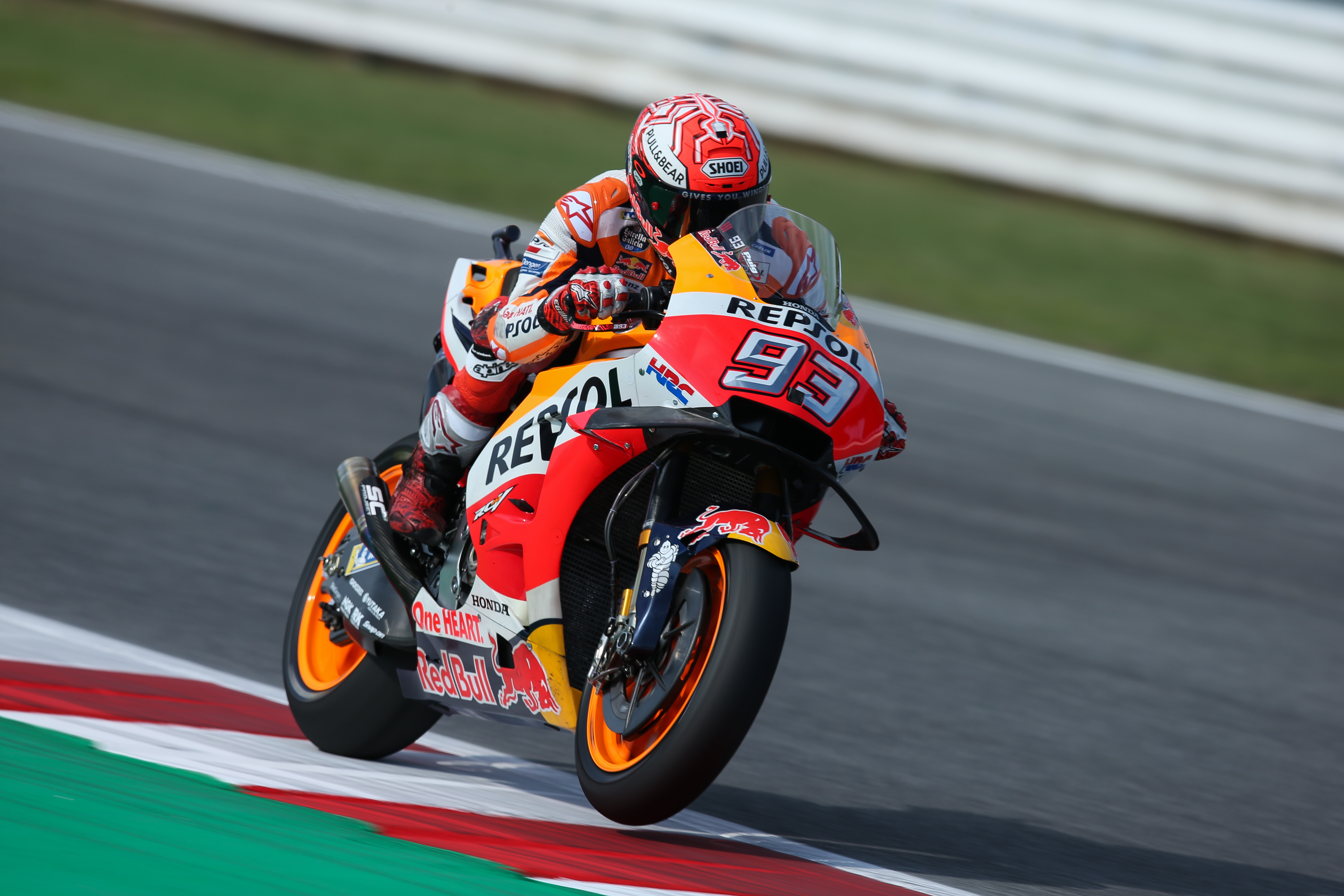
Márquez ở chặng đua MotoGP San Marino 2018

### Mùa giải 2018
Ở mùa giải 2018 thì Dovizioso không có kết quả tốt ở 9 chặng đua đầu mùa giải, khi chỉ chiến thắng 1 và bỏ cuộc tới 3 lần. Do đó sức ép giành cho Marquez là không lớn như mùa giải trước và số 93 một lần nữa đã lên ngôi vô địch sớm trước 3 chặng đua-ở GP Nhật Bản. Khi ăn mừng chức vô địch, Marquez bị trật khớp vai do bị đồng nghiệp ôm quá chặt.
Sau khi chính thức lên ngôi vô địch thì Marquez đã phải bỏ cuộc ở GP Úc do bị Johann Zarco tông vào đuôi xe. Ở chặng đua cuối cùng của mùa giải GP Valencia, Marquez để ngã ở race-1 khi trời mưa, không thể tham gia race-2.
Một sự kiện đáng nhớ khác là việc Marquez đã gây ra một scandal lớn ở chặng đua GP Argentina, nơi anh bị phạt tới 3 lần, trong số đó có lỗi đẩy ngã Valentino Rossi.

### Mùa giải2019
Mùa giải 2019 thì Marquez có đồng đội mới là Jorge Lorenzo (thay Dani Pedrosa giải nghệ), tuy nhiên bản thân Lorenzo cũng gặp nhiều vấn đề nên Marquez không gặp sự cạnh tranh nào từ người đồng đội từng có 3 lần vô địch MotoGP này.
Trong suốt mùa giải anh cũng chỉ phải bỏ cuộc 1 lần duy nhất ở Austin do để ngã xe khi đang dẫn đầu. Sự cố này khiến cho mạch chiến thắng liên tục của Marquez ở Austin bị dừng lại. Mặc dù vậy thì nó không gây ảnh hưởng quá nhiều cho cuộc đua vô địch của Marquez bởi ở các chặng đua còn lại thì anh chỉ có về nhất (12 lần) hoặc nhì (6 lần). Với phong độ khủng khiếp đó thì Marquez dễ dàng đoạt chức vô địch sớm trước 4 chặng đua, sau chiến thắng ở GP Thái Lan.
Cũng phải nói thêm là ngoài Dovizioso thì mùa giải 2019 xuất hiện thêm một tay đua có thể làm khó Marquez là Fabio Quartararo.

### Mùa giải 2020
Do Jorge Lorenzo xin hủy hợp đồng nên Honda lựa chọn giải pháp tạm thời là để cho người em trai Álex Márquez làm đồng đội của Marc Marquez.
Mùa giải này đánh dấu giai đoạn khó khăn nhất trong sự nghiệp của Marc Marquez khi anh đã bị gãy tay ngay ở chặng đua mở màn GP Tây Ban Nha ở trường đua Jerez. Marquez được phẫu thuật ngay lập tức và cố gắng trở lại thi đấu ở chặng đua thứ hai-GP Andalucia cũng ở Jerez-nhưng bất thành. Quãng thời gian sau đó Marquez còn bị tái phát chấn thương, phải lên bàn mổ rất nhiều lần cho nên anh phải nghỉ thi đấu trong phần còn lại của mùa giải.

### Mùa giải 2021
Marc Marquez chỉ có thể trở lại thi đấu từ chặng đua thứ 3-GP Bồ Đào Nha. Do sức khỏe chưa hồi phục hoàn toàn nên anh không có được kết quả quá cao. Marquez có cơ hội chiến thắng ở cuộc đua trên đường ướt GP Pháp, sau khi thay xe thì anh đã có vị trí dẫn đầu, song lại để bị ngã. Đó cũng là lần bỏ cuộc đầu tiên trong chuỗi 3 chặng đua phải bỏ cuộc liên tiếp của số 93.
Mặc dù vậy, Marquez vẫn kịp giành chiến thắng ở hai chặng đua sở trường là chặng đua MotoGP Đức và chặng đua MotoGP Americas. Marc Marquez có chiến thắng thứ 3 trong mùa giải ở chặng đua MotoGP Emilia Romagna sau khi Francesco Bagnaia bị ngã khi đang dẫn đầu. Tuy nhiên sau đó Marquez lại bị chấn thương khi đang tập luyện nên không thể tham gia chặng đua áp chót ở trường đua Algarve.

### Mùa giải 2023

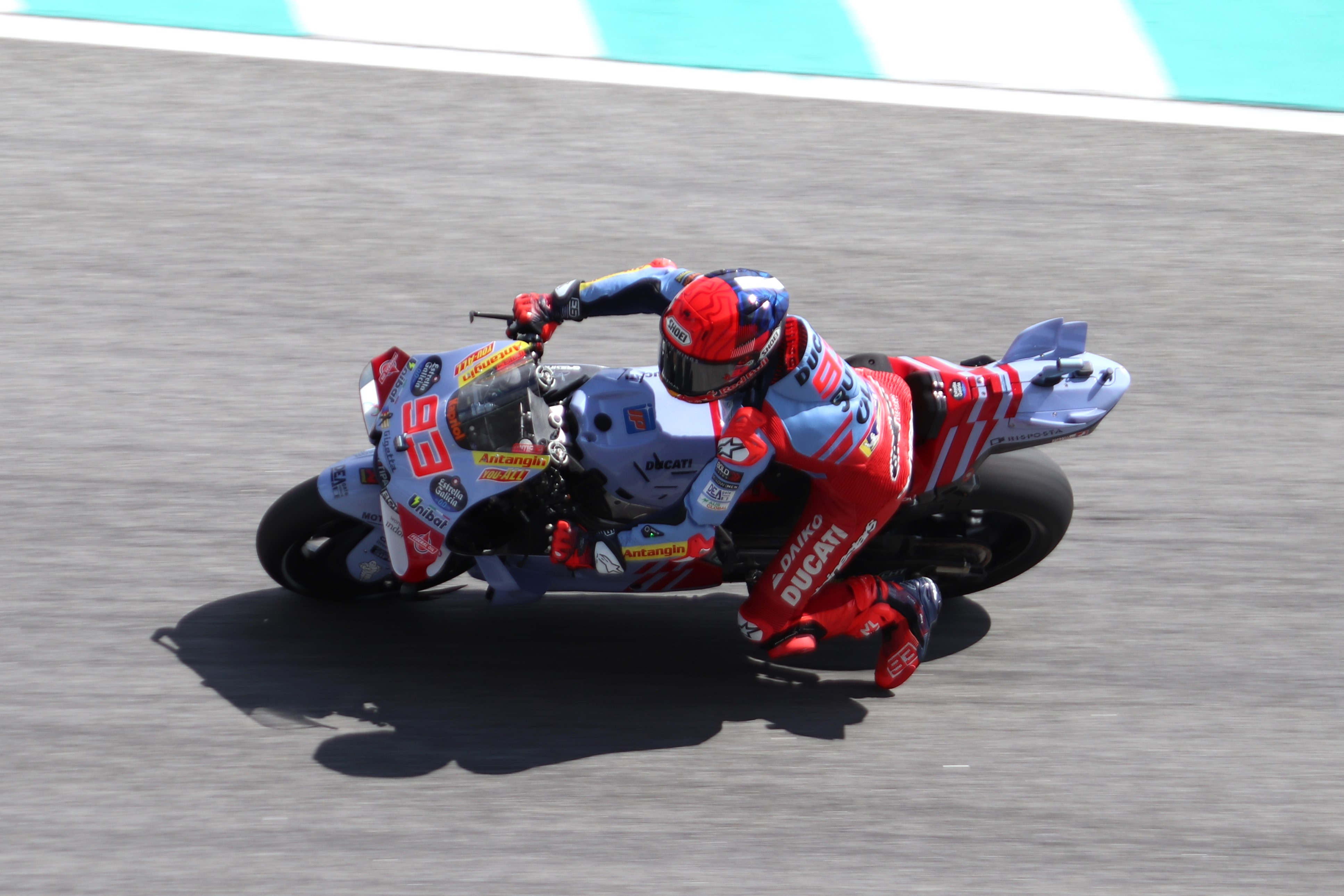
Marc Marquez trong màu áo Gesini Racing tại chặng đua Malaysia Gran Prix 2024.

Vào ngày 4 tháng 10 nằm 2023, Honda thông báo rằng họ và Marquez sẽ chấm dứt hợp đồng sớm 1 năm sau khi kết thúc mùa giải 2023. Marquez sẽ gia nhập Gresini Racing vào mùa giải 2024 với bản hợp đồng 1 năm.

### Mùa giải 2024
Việc Marquez chuyển đến Gresini Racing thi đấu mùa giải 2024 được chính thức thông báo vào ngày 15 tháng 10 năm 2023 sau 10 năm gắn bó với Repsol Honda. Một lần nữa, Marquez sẽ tái hợp với người em trai Alex Marquez tại Gresini Racing với tư cách là đồng đội.
Chặng đua tại trường đua Portimao ở Algarve, Bồ Đào Nha. Marquez giành được vị trí thứ 2 tại sprint race, nhưng chỉ về thứ 16 tại của đua chính sau pha va chạm đáng tiếc với Francesco Bagnaia.
Tại chặng Spanish GP ở trường đua Jerez. Sau một cơn mưa lớn làm mặt đường đọng lại nhiều vệt nước, Marquez giành được vị trí pole đầu tiên trên một chiếc xe Ducati và cũng là vị trí pole thứ 93 trong sự nghiệp tại mọi hạng đua. Tuy nhiên, không may là anh bị ngã xe ở sprint race vì chạy qua vệt nước đọng trên đường làm mất độ bám bánh trước khi đang giữ vị trí đầu tiên. Tuy sau đó Marquez dựng xe lên và chạy tiếp nhưng chỉ về đích ở vị trí thứ 6. Bước sang cuộc đua chính, sau pha ngã xe của Jorge Martín, sau đó Marquez vượt qua Marco Bezzechi, vào những vòng cuối, Marquez và Bagnaia đã cống hiến một pha so kè căng thẳng. Cuối cùng Bagnaia giành chiến thắng và Marquez về nhì.
Mặc dù chỉ về thứ 4 tại chặng Italian GP tại trường đua Mugello. Tuy nhiên, tuần này đối với Marquez lại là một bước ngoặc lớn trong sự nghiệp của anh. Sau thời gian dài khiến giới báo chí và người hâm mộ đồn đoán, Marquez đã vượt qua những cái tên nặng ký như Jorge Martin, Enea Bastianini và Marco Bezzechi để chính thức có vị trí trong đội đua nhà máy Ducati Lenovo, là đồng đội tương lai của Bagnaia, hợp đồng kéo dài 2 năm bắt đầu từ mùa giải 2025.
Tại chặng đua Aragon. Marquez thống trị tất cả các phiên đua mà anh tham dự, giành được chiến thắng chặng đầu tiên sau 1043 ngày không giành được chiến thắng kể từ chặng Emilia Romagna 2021. Đây cũng là chiến thắng đầu tiên của Marquez trên một chiếc xe Ducati và là chiến thắng thứ 60 trong sự nghiệp của anh tại MotoGP.
Chặng đua Australian GP tại Philip Island chứng kiến lần thứ 3 Marquez giành chiến thắng chặng trong mùa giải. Dù khởi đầu mắc phải một lỗi lầm ngớ ngẩn khi anh tháo lớp dán kính mũ bảo hiểm ra, vô tình làm nó cuốn xuống bánh sau khiến cho bánh sau mất độ bám trong pha đề pa và khiến Marquez bị tụt xuống vị trí thứ 13. Tuy nhiên Marquez đã lần lượt vượt mặt 11 đối thủ và giành vị trí đầu tiên bằng cú vượt táo bạo trước Martin mà sau này được khán giả bình chọn là pha vượt xuất sắc nhất cho giải thưởng Agostini Fan Award trong đêm trao giải.
Mặc dù tốc độ của Marquez không được tốt tại các phiên Practice. Nhưng anh vẫn giành được podium thứ 20 trong mùa giải, sau khi về đích ở vị trí thứ nhì tại chặng Solidarity GP tổ chức tại trường đua Montmelo ở Barcelona, xếp hạng 3 chung cuộc cả mùa, thành tích tốt nhất của Marquez kể từ năm 2019.

### Mùa giải 2025
Ngay ở chặng mở màn mùa giải 2025 tài trường đua Chang International Circuit ở Thái Lan. Marc Marquez trên chiếc xe Desmosedici GP25 đã có màn ra mắt đội đua Ducati Lenovo cực kỳ ấn tượng khi giành vị trí đầu tiên tại tất cả các phiên Free practice, Quailify, Sprint race và đua chính. Chỉ có duy nhất phiên Practice, anh về nhì sau người em trai của mình là Alex Marquez.

## Cuộc sống cá nhân
Marc Marquez sinh ngày 17 tháng 2 năm 1993 ở thị trấn Cervera, Catalunya, Tây Ban Nha. Hiện anh vẫn đang sống ở đây. Marquez thường đội chiếc nón bảo hiểm Shoei có in hình một con kiến. Đây là lý do anh có biệt danh là "Con kiến xứ Cervera".
Marquez chưa lập gia đình. Anh có một người em trai tên Álex Márquez cũng là một tay đua MotoGP. Hiện hai anh em đang là đối thủ của nhau, cùng tranh tài ở giải đua MotoGP. Ngoài giải đua MotoGP, Marquez cũng thích tập luyện bằng xe motocross.
Tháng 9 năm 2018, Marquez cùng phái đoàn MotoGP có chuyến thăm Vatican và được diện kiến Giáo hoàng Francis.
Marquez là cổ động viên của câu lạc bộ Barcelona và đội tuyển bóng đá quốc gia Tây Ban Nha.

## Thống kê
Kết quả tổng hợp
| Năm       | Giải đua  | Xe            | Đội đua                    | Số xe     | Chặng | Thắng | Podium | Pole | FLap | Điểm | Hạng | Vô địch |
| --------- | --------- | ------------- | -------------------------- | --------- | ----- | ----- | ------ | ---- | ---- | ---- | ---- | ------- |
| 2008      | 125cc     | KTM 125 FRR   | Repsol KTM 125cc           | 93        | 13    | 0     | 1      | 0    | 0    | 63   | 13th | –       |
| 2009      | 125cc     | KTM 125 FRR   | Red Bull KTM Motorsport    | 93        | 16    | 0     | 1      | 2    | 1    | 94   | 8th  | –       |
| 2010      | 125cc     | Derbi RSA 125 | Red Bull Ajo Motorsport    | 93        | 17    | 10    | 12     | 12   | 8    | 310  | 1st  | 1       |
| 2011      | Moto2     | Suter MMXI    | Team CatalunyaCaixa Repsol | 93        | 15    | 7     | 11     | 7    | 2    | 251  | 2nd  | –       |
| 2012      | Moto2     | Suter MMXII   | Team CatalunyaCaixa Repsol | 93        | 17    | 9     | 14     | 7    | 5    | 328  | 1st  | 1       |
| 2013      | MotoGP    | Honda RC213V  | Repsol Honda Team          | 93        | 18    | 6     | 16     | 9    | 11   | 334  | 1st  | 1       |
| 2014      | MotoGP    | Honda RC213V  | Repsol Honda Team          | 93        | 18    | 13    | 14     | 13   | 12   | 362  | 1st  | 1       |
| 2015      | MotoGP    | Honda RC213V  | Repsol Honda Team          | 93        | 18    | 5     | 9      | 8    | 7    | 242  | 3rd  | –       |
| 2016      | MotoGP    | Honda RC213V  | Repsol Honda Team          | 93        | 18    | 5     | 12     | 7    | 4    | 298  | 1st  | 1       |
| 2017      | MotoGP    | Honda RC213V  | Repsol Honda Team          | 93        | 18    | 6     | 12     | 8    | 3    | 298  | 1st  | 1       |
| 2018      | MotoGP    | Honda RC213V  | Repsol Honda Team          | 93        | 18    | 9     | 14     | 7    | 7    | 321  | 1st  | 1       |
| 2019      | MotoGP    | Honda RC213V  | Repsol Honda Team          | 93        | 19    | 12    | 18     | 10   | 12   | 420  | 1st  | 1       |
| 2020      | MotoGP    | Honda RC213V  | Repsol Honda Team          | 93        | 1     | 0     | 0      | 0    | 1    | 0    | NC   | –       |
| 2021      | MotoGP    | Honda RC213V  | Repsol Honda Team          | 93        | 13    | 2     | 3      | 0    | 2    | 117* | 7th* | –       |
| Tổng cộng | Tổng cộng | Tổng cộng     | Tổng cộng                  | Tổng cộng | 219   | 84    | 137    | 90   | 75   | 3438 |      | 8       |

Kết quả hàng năm
| Năm  | Giải đua | Xe    | 1       | 2       | 3       | 4       | 5       | 6       | 7       | 8      | 9       | 10     | 11      | 12      | 13      | 14      | 15      | 16      | 17      | 18    | 19      | Hạng | Điểm |
| ---- | -------- | ----- | ------- | ------- | ------- | ------- | ------- | ------- | ------- | ------ | ------- | ------ | ------- | ------- | ------- | ------- | ------- | ------- | ------- | ----- | ------- | ---- | ---- |
| 2008 | 125cc    | KTM   | QAT     | SPA WD  | POR 18  | CHN 12  | FRA Ret | ITA 19  | CAT 10  | GBR 3  | NED Ret | GER 9  | CZE Ret | RSM 4   | IND 6   | JPN Ret | AUS 9   | MAL WD  | VAL     |       |         | 13th | 63   |
| 2009 | 125cc    | KTM   | QAT Ret | JPN 5   | SPA 3   | FRA Ret | ITA 5   | CAT 5   | NED 10  | GER 16 | GBR 15  | CZE 8  | IND 6   | RSM 4   | POR Ret | AUS 9   | MAL Ret | VAL 17  |         |       |         | 8th  | 94   |
| 2010 | 125cc    | Derbi | QAT 3   | SPA Ret | FRA 3   | ITA 1   | GBR 1   | NED 1   | CAT 1   | GER 1  | CZE 7   | IND 10 | RSM 1   | ARA Ret | JPN 1   | MAL 1   | AUS 1   | POR 1   | VAL 4   |       |         | 1st  | 310  |
| 2011 | Moto2    | Suter | QAT Ret | SPA Ret | POR 21  | FRA 1   | CAT 2   | GBR Ret | NED 1   | ITA 1  | GER 1   | CZE 2  | IND 1   | RSM 1   | ARA 1   | JPN 2   | AUS 3   | MAL DNS | VAL WD  |       |         | 2nd  | 251  |
| 2012 | Moto2    | Suter | QAT 1   | SPA 2   | POR 1   | FRA Ret | CAT 3   | GBR 3   | NED 1   | GER 1  | ITA 5   | IND 1  | CZE 1   | RSM 1   | ARA 2   | JPN 1   | MAL Ret | AUS 2   | VAL 1   |       |         | 1st  | 328  |
| 2013 | MotoGP   | Honda | QAT 3   | AME 1   | SPA 2   | FRA 3   | ITA Ret | CAT 3   | NED 2   | GER 1  | USA 1   | IND 1  | CZE 1   | GBR 2   | RSM 2   | ARA 1   | MAL 2   | AUS DSQ | JPN 2   | VAL 3 |         | 1st  | 334  |
| 2014 | MotoGP   | Honda | QAT 1   | AME 1   | ARG 1   | SPA 1   | FRA 1   | ITA 1   | CAT 1   | NED 1  | GER 1   | IND 1  | CZE 4   | GBR 1   | RSM 15  | ARA 13  | JPN 2   | AUS Ret | MAL 1   | VAL 1 |         | 1st  | 362  |
| 2015 | MotoGP   | Honda | QAT 5   | AME 1   | ARG Ret | SPA 2   | FRA 4   | ITA Ret | CAT Ret | NED 2  | GER 1   | IND 1  | CZE 2   | GBR Ret | RSM 1   | ARA Ret | JPN 4   | AUS 1   | MAL Ret | VAL 2 |         | 3rd  | 242  |
| 2016 | MotoGP   | Honda | QAT 3   | ARG 1   | AME 1   | SPA 3   | FRA 13  | ITA 2   | CAT 2   | NED 2  | GER 1   | AUT 5  | CZE 3   | GBR 4   | RSM 4   | ARA 1   | JPN 1   | AUS Ret | MAL 11  | VAL 2 |         | 1st  | 298  |
| 2017 | MotoGP   | Honda | QAT 4   | ARG Ret | AME 1   | SPA 2   | FRA Ret | ITA 6   | CAT 2   | NED 3  | GER 1   | CZE 1  | AUT 2   | GBR Ret | RSM 1   | ARA 1   | JPN 2   | AUS 1   | MAL 4   | VAL 3 |         | 1st  | 298  |
| 2018 | MotoGP   | Honda | QAT 2   | ARG 18  | AME 1   | SPA 1   | FRA 1   | ITA 16  | CAT 2   | NED 1  | GER 1   | CZE 3  | AUT 2   | GBR C   | RSM 2   | ARA 1   | THA 1   | JPN 1   | AUS Ret | MAL 1 | VAL Ret | 1st  | 321  |
| 2019 | MotoGP   | Honda | QAT 2   | ARG 1   | AME Ret | SPA 1   | FRA 1   | ITA 2   | CAT 1   | NED 2  | GER 1   | CZE 1  | AUT 2   | GBR 2   | RSM 1   | ARA 1   | THA 1   | JPN 1   | AUS 1   | MAL 2 | VAL 1   | 1st  | 420  |
| 2020 | MotoGP   | Honda | SPA Ret | ANC DNS | CZE     | AUT     | STY     | RSM     | EMI     | CAT    | FRA     | ARA    | TER     | EUR     | VAL     | POR     |         |         |         |       |         | NC   | 0    |
| 2021 | MotoGP   | Honda | QAT     | DOH     | POR 7   | SPA 9   | FRA Ret | ITA Ret | CAT Ret | GER 1  | NED 7   | STY 8  | AUT 15  | GBR Ret | ARA 2   | RSM 4   | AME 1   | EMI 1   | ALR     | VAL   |         | 6th* | 142* |

* Mùa giải đang diễn ra